# NGC 5529
NGC 5529 هي مجرة تتبع كوكبة العواء. اكتشفها ويليام هيرشل في 1 مايو 1785.

## روابط خارجية
- NGC 5529 على موقع ويكي سكاي: DSS2, SDSS, GALEX, IRAS, Hydrogen α, X-Ray, Astrophoto, Sky Map, Articles and images